# Валчелеле (Јаши)
Валчелеле (рум. Vâlcelele) насеље је у Румунији у округу Јаши у општини Владени. Oпштина се налази на надморској висини од 84 m.

## Становништво
Према подацима из 2002. године у насељу је живело 464 становника, од којих су сви румунске националности.